# کره کلمب برای رهبران دولتی و صنعتی

کره جغرافیایی هیتلر؛ عکس توسط عکاس اتحاد جماهیر شوروی در بازدید از صدارت عظمای رایش در سال ۱۹۴۵ گرفته شده‌است.

کره کلمب برای رهبران دولتی و صنعتی (همچنین به عنوان کره جغرافیایی هیتلر و یا کره جغرافیایی پیشوا نیز شناخته می‌شود) یک کره جغرافیایی است که به طور اختصاصی برای آدولف هیتلر و حزب نازی‌اش طراحی شده بود.
این کره که در دهه ۳۰ میلادی در برلین ساخته شده بود اغلب در دفتر هیتلر قرار داشت. کره کلمب برای رهبران دولتی و صنعتی پس از استفاده طنزآمیز چارلی چاپلین، در فیلمش در سال ۱۹۴۰ با عنوان دیکتاتور بزرگ در ایالات متحده به طور گسترده مشهور شد.